# Copa del Món de ciclisme en pista de 2002
La Copa del Món de ciclisme en pista de 2002 va ser la 10a edició de la Copa del Món de ciclisme en pista. Es va celebrar del 19 d'abril de 2002 a l'11 d'agost de 2002, període durant el qual es disputaren cinc proves a diversos països (Mèxic, Austràlia, Rússia, Colòmbia i a la Xina).

## Proves
| Data             | Lloc      |
| ---------------- | --------- |
| 19-21 abril 2002 | Monterrey |
| 10-12 maig 2002  | Sydney    |
| 31-1 maig 2002   | Moscou    |
| 21-23 juny 2002  | Cali      |
| 9-11 agost 2002  | Kunming   |

## Resultats

### Masculins
| Event                 | Guanyador                                                                            | Segon                                                                                  | Tercer                                                                                         |
| Monterrey             | Monterrey                                                                            | Monterrey                                                                              | Monterrey                                                                                      |
| --------------------- | ------------------------------------------------------------------------------------ | -------------------------------------------------------------------------------------- | ---------------------------------------------------------------------------------------------- |
| Keirin                | José Antonio Escuredo (ESP)                                                          | Domenico Mei (ITA)                                                                     | Josiah Ng Onn Lam (MAS)                                                                        |
| Quilòmetre            | Arnaud Tournant (FRA)                                                                | José Antonio Escuredo (ESP)                                                            | Grzegorz Krejner (POL)                                                                         |
| Velocitat             | René Wolff (GER)                                                                     | Julio Cesar Herrera (CUB)                                                              | Matthias John (GER)                                                                            |
| Velocitat per equips  | França · Franck Durivaux · Arnaud Duble · Arnaud Tournant                            | Alemanya · Carsten Bergemann · Matthias John · René Wolff                              | Polònia · Grzegorz Krejner · Lukasz Kwiatkowski · Damian Zieliński                             |
| Persecució            | Paul Manning (GBR)                                                                   | Sergi Escobar (ESP)                                                                    | Volodímir Diúdia (UKR)                                                                         |
| Persecució per equips | Belarús · Zmitry Aulasenka · Vassil Kirienka · Viktar Rapinski · Yauhen Sobal        | Regne Unit · Russel Anderson · Tim Buckle · Stephen Cummings · Paul Manning            | Països Baixos · Jens Mouris · Peter Schep · Robert Slippens · Wilco Zuijderwijk                |
| Puntuació             | Milton Wynants (URU)                                                                 | Leonardo Duque (COL)                                                                   | Juan Curuchet (ARG)                                                                            |
| Scratch               | Franco Marvulli (SUI)                                                                | Robert Slippens (NED)                                                                  | James Carney (EUA)                                                                             |
| Madison               | Espanya · Miquel Alzamora · Joan Llaneras                                            | Argentina · Juan Curuchet · Edgardo Simón                                              | Suïssa · Alexander Aeschbach · Franco Marvulli                                                 |
| Sydney                |                                                                                      |                                                                                        |                                                                                                |
| Keirin                | Sean Eadie (AUS)                                                                     | Josiah Ng Onn Lam (MAS)                                                                | Alwyn McMath (GBR)                                                                             |
| Quilòmetre            | Chris Hoy (GBR)                                                                      | Ben Kersten (AUS)                                                                      | Garren Bloch (RSA)                                                                             |
| Velocitat             | Sean Eadie (AUS)                                                                     | Arnaud Tournant (FRA)                                                                  | Mickaël Bourgain (FRA)                                                                         |
| Velocitat per equips  | Regne Unit · Chris Hoy · Alwyn McMath · Andy Slater                                  | França · Mickaël Bourgain · Arnaud Duble · Arnaud Tournant                             | Grècia · Lampros Vasilopoulos · Kleanthis Bargas · Dimitris Georgalis                          |
| Persecució            | Peter Dawson (AUS)                                                                   | Hayden Roulston (NZL)                                                                  | Stefan Steinweg (GER)                                                                          |
| Persecució per equips | Nova Zelanda · Hayden Roulston · Gregory Henderson · Matthew Randall · Lee Vertongen | Austràlia · Peter Dawson · Stephen Wooldridge · Rod McGee · Mark Renshaw               | Grècia · Ioannis Tsakouridis · Vasilos Gianniosis · Elpidofóros Potourídis · Kostas Rodopoulos |
| Puntuació             | Mark Renshaw (AUS)                                                                   | Jean-Pierre Van Zyl (RSA)                                                              | Gregory Henderson (NZL)                                                                        |
| Scratch               | Robert Slippens (NED)                                                                | James Carney (EUA)                                                                     | Leonardo Duque (COL)                                                                           |
| Madison               | Nova Zelanda · Gregory Henderson · Hayden Roulston                                   | Austràlia · Mark Renshaw · Darren Young                                                | Països Baixos · Robert Slippens · Danny Stam                                                   |
| Moscou                |                                                                                      |                                                                                        |                                                                                                |
| Keirin                | Ainārs Ķiksis (LAT)                                                                  | Ryan Bayley (AUS)                                                                      | José Antonio Escuredo (ESP)                                                                    |
| Quilòmetre            | Sören Lausberg (GER)                                                                 | Andriy Vynokourov (UKR)                                                                | Jamie Staff (GBR)                                                                              |
| Velocitat             | René Wolff (GER)                                                                     | Lukasz Kwiatkowski (POL)                                                               | Florian Rousseau (FRA)                                                                         |
| Velocitat per equips  | Regne Unit · Chris Hoy · Jason Queally · Jamie Staff                                 | Austràlia · Ryan Bayley · Ben Kersten · Sean Eadie                                     | Alemanya · René Wolff · Sören Lausberg · Matthias John                                         |
| Persecució            | Jens Lehmann (GER)                                                                   | Luke Roberts (AUS)                                                                     | Aleksei Màrkov (RUS)                                                                           |
| Persecució per equips | Rússia · Aleksei Màrkov · Alexander Serov · Sergei Klimov · Denis Smyslov            | Ucraïna · Alexander Simonenko · Vitali Popkov · Sergiy Chernyavsky · Roman Kononenko   | Alemanya · Jens Lehmann · Sebastian Siedler · Guido Fulst · Andreas Müller                     |
| Puntuació             | Graeme Brown (AUS)                                                                   | Sergey Lavrenenko (KAZ)                                                                | Makoto Iijima (JPN)                                                                            |
| Scratch               | Lyubomyr Polatayko (UKR)                                                             | Miquel Alzamora (ESP)                                                                  | Ivan Vrba (CZE)                                                                                |
| Madison               | Àustria · Franz Stocher · Roland Garber                                              | Suïssa · Alexander Aeschbach · Franco Marvulli                                         | Austràlia · Mark Renshaw · Scott McGrory                                                       |
| Cali                  |                                                                                      |                                                                                        |                                                                                                |
| Keirin                | Jens Fiedler (GER)                                                                   | Laurent Gané (FRA)                                                                     | Peter Bazalik (SVK)                                                                            |
| Quilòmetre            | José Antonio Villanueva (ESP)                                                        | Teun Mulder (NED)                                                                      | Hervé Robert Thuet (FRA)                                                                       |
| Velocitat             | Laurent Gané (FRA)                                                                   | Jens Fiedler (GER)                                                                     | Jan van Eijden (GER)                                                                           |
| Velocitat per equips  | Espanya · José Antonio Escuredo · Salvador Melià · José Antonio Villanueva           | Eslovàquia · Peter Bazálik · Jaroslav Jeřábek · Jan Lepka                              | Cuba · Julio Herrera · Damián Gainza · Yosmani Poll                                            |
| Persecució            | Tomas Vaitkus (LTU)                                                                  | Stefan Steinweg (GER)                                                                  | Fabien Sanchez (FRA)                                                                           |
| Persecució per equips | Itàlia · Massimo Strazzer · Maicol Valgiusti · Alessandro Mazzolani · Angelo Ciccone | Lituània · Tomas Vaitkus · Sergejus Apionkinas · Aivaras Baranauskas · Vytautas Kaupas | Espanya · Guillermo Ferrer · Asier Maeztu · Isaac Gálvez · Cristóbal Forcadell                 |
| Puntuació             | Colby Pearce (EUA)                                                                   | Joan Llaneras (ESP)                                                                    | Franz Stocher (AUT)                                                                            |
| Scratch               | Matthew Gilmore (BEL)                                                                | James Carney (EUA)                                                                     | Luis Fernando Sepulveda (CHI)                                                                  |
| Madison               | Alemanya                                                                             | Austràlia                                                                              | Estats Units                                                                                   |
| Kunming               |                                                                                      |                                                                                        |                                                                                                |
| Keirin                | Pavel Buráň (CZE)                                                                    | Viesturs Berzins (LAT)                                                                 | Lampros Vasilopoulos (GRE)                                                                     |
| Quilòmetre            | Ahmed López (CUB)                                                                    | Toshiaki Fushimi (JPN)                                                                 | Benjamín Martínez (BOL)                                                                        |
| Velocitat             | Viesturs Berzins (LAT)                                                               | Pavel Buráň (CZE)                                                                      | Carsten Bergemann (GER)                                                                        |
| Velocitat per equips  | Txèquia                                                                              | Japó                                                                                   | Grècia                                                                                         |
| Persecució            | Sebastian Siedler (GER)                                                              | Mike Tillman (EUA)                                                                     | Lyubomyr Polatayko (UKR)                                                                       |
| Persecució per equips | Alemanya                                                                             | Ucraïna                                                                                | Polònia                                                                                        |
| Puntuació             | Franco Marvulli (SUI)                                                                | Colby Pearce (EUA)                                                                     | Volodímir Ribin (UKR)                                                                          |
| Scratch               | Ivan Vrba (CZE)                                                                      | Franco Marvulli (SUI)                                                                  | Tony Gibb (GBR)                                                                                |
| Madison               | Suïssa · Franco Marvulli · Alexander Aeschbach                                       | Estats Units · Michael Tillman · Colby Pearce                                          | Alemanya · Guido Fulst · Andreas Müller                                                        |

### Femenins
| Event                 | Guanyadora                  | Segona                      | Tercera                     |
| Monterrey             | Monterrey                   | Monterrey                   | Monterrey                   |
| --------------------- | --------------------------- | --------------------------- | --------------------------- |
| Keirin                | Yumari González (CUB)       | Katrin Meinke (GER)         | Svetlana Grankovskaya (RUS) |
| 500 m. contrarellotge | Natàl·lia Tsilínskaia (BLR) | Nancy Contreras (MEX)       | Katrin Meinke (GER)         |
| Velocitat             | Natàl·lia Tsilínskaia (BLR) | Svetlana Grankovskaya (RUS) | Tammy Thomas (EUA)          |
| Persecució            | Emma Davies (GBR)           | Svetlana Ivahonenkava (BLR) | Olga Sliússareva (RUS)      |
| Puntuació             | Belem Guerrero (MEX)        | Yang Limei (CHN)            | Zheng Puxiang (CHN)         |
| Scratch               | Erin Mirabella (EUA)        | Mandy Poitras (CAN)         | Belem Guerrero (MEX)        |
| Sydney                |                             |                             |                             |
| Keirin                | Rosealee Hubbard (AUS)      | Michelle Ferris (AUS)       | Lori-Ann Muenzer (CAN)      |
| 500 m. contrarellotge | Tanya Lindenmuth (EUA)      | Julie Paulding (GBR)        | Nancy Contreras (MEX)       |
| Velocitat             | Tammy Thomas (EUA)          | Tanya Lindenmuth (EUA)      | Lori-Ann Muenzer (CAN)      |
| Persecució            | Sarah Ulmer (NZL)           | Sara Symington (GBR)        | Cathy Moncassin (FRA)       |
| Puntuació             | Sarah Hammer (EUA)          | Cathy Moncassin (FRA)       | Sarah Ulmer (NZL)           |
| Scratch               | Sarah Ulmer (NZL)           | Sarah Hammer (EUA)          | Cathy Moncassin (FRA)       |
| Moscou                |                             |                             |                             |
| Keirin                | Irina Ianòvitx (UKR)        | Céline Nivert (FRA)         | Jennie Reed (EUA)           |
| 500 m. contrarellotge | Natàl·lia Tsilínskaia (BLR) | Tamil·la Abàssova (RUS)     | Jiang Yonghua (CHN)         |
| Velocitat             | Natàl·lia Tsilínskaia (BLR) | Svetlana Grankovskaya (RUS) | Tamil·la Abàssova (RUS)     |
| Persecució            | Leontien van Moorsel (NED)  | Olga Sliússareva (RUS)      | Katherine Bates (AUS)       |
| Puntuació             | Olga Sliússareva (RUS)      | Neringa Raudonyte (LTU)     | Katherine Bates (AUS)       |
| Scratch               | Olga Sliússareva (RUS)      | Rochelle Gilmore (AUS)      | Rikke Sandhoj Olsen (DEN)   |
| Cali                  |                             |                             |                             |
| Keirin                | Svetlana Grankovskaya (RUS) | Clara Sanchez (FRA)         | Daniela Larreal (VEN)       |
| 500 m. contrarellotge | Tammy Thomas (EUA)          | Tatiana Malianova (RUS)     | Yumari González (CUB)       |
| Velocitat             | Svetlana Grankovskaya (RUS) | Tammy Thomas (EUA)          | Susann Panzer (GER)         |
| Persecució            | Rasa Mazeikyte (LTU)        | Lada Kozlíková (CZE)        | Erin Mirabella (EUA)        |
| Puntuació             | Belem Guerrero (MEX)        | Gema Pascual (ESP)          | Anke Wichmann (GER)         |
| Scratch               | Mandy Poitras (CAN)         | Erin Mirabella (EUA)        | Lada Kozlíková (CZE)        |
| Kunming               |                             |                             |                             |
| Keirin                | Li Na (CHN)                 | Fang Tian (CHN)             | Jennie Reed (EUA)           |
| 500 m. contrarellotge | Jiang Yonghua (CHN)         | Kathrin Freitag (GER)       | Yvonne Hijgenaar (NED)      |
| Velocitat             | Li Na (CHN)                 | Kathrin Freitag (GER)       | Fang Tian (CHN)             |
| Persecució            | Elena Tchalykh (RUS)        | Amy Safe (AUS)              | Christina Becker (GER)      |
| Puntuació             | Elena Tchalykh (RUS)        | Zheng Puxiang (CHN)         | Vera Carrara (ITA)          |
| Scratch               | Elena Tchalykh (RUS)        | Lyudmyla Vypyraylo (UKR)    | Adrie Visser (NED)          |

## Classificacions

### Països
| Rang | País/Equip      | Monterrey | Sydney | Moscou | Cali | Kunming | Total |
| ---- | --------------- | --------- | ------ | ------ | ---- | ------- | ----- |
| 1    | Estats Units    | 90        | 93     | 17     | 104  | 90      | 394   |
| 2    | Alemanya        | 87        | 24     | 83     | 91   | 90      | 375   |
| 3    | Austràlia       | -         | 154    | 99     | -    | 25      | 278   |
| 4    | Rússia          | 59        | -      | 103    | 66   | 43      | 271   |
| 5    | França          | 70        | 76     | 50     | 72   | -       | 268   |
| 6    | Països Baixos   | 56        | 59     | 34     | 42   | 52      | 243   |
| 7    | Regne Unit      | 52        | 74     | 22     | 11   | 42      | 201   |
| 8    | Espanya         | 67        | -      | 42     | 82   | -       | 191   |
| 9    | Ucraïna         | -         | -      | 100    | -    | 79      | 179   |
| 10   | R.P. de la Xina | 30        | -      | 22     | 9    | 106     | 167   |

### Masculins
| Pos. | Ciclista              | Mon | Syd | Mos | Cal | Kun | Pts |
| 1.   | Pavel Buráň           | -   | -   | 6   | -   | 12  | 18  |
| 2.   | Josiah Ng On Lam      | 8   | 10  | -   | -   | -   | 18  |
| 3.   | Jeffrey Labauve       | -   | -   | -   | 7   | 6   | 13  |
| 4.   | Sean Eadie            | -   | 12  | -   | -   | -   | 12  |
| -    | José Antonio Escuredo | 12  | -   | -   | -   | -   | 12  |
| -    | Ainārs Ķiksis         | -   | -   | -   | 12  | -   | 12  |
| -    | Jens Fiedler          | -   | -   | 12  | -   | -   | 12  |

| Pos. | Ciclista          | Mon | Syd | Mos | Cal | Kun | Pts |
| 1.   | Wilson Meneses    | 6   | 5   | -   | 7   | -   | 18  |
| 2.   | Ahmed Lopez       | -   | 4   | -   | -   | 12  | 16  |
| 3.   | Jamie Staff       | 7   | -   | 8   | -   | -   | 15  |
| 4.   | Grzegorz Krejner  | 8   | -   | 6   | -   | -   | 14  |
| -    | Benjamin Martinez | -   | -   | 6   | 8   | -   |     |

| Pos. | Ciclista           | Mon | Syd | Mos | Cal | Kun | Pts |
| 1.   | René Wolff         | 12  | -   | 12  | -   | -   | 24  |
| 2.   | Jeffrey Labauve    | 7   | -   | 3   | 5   | 6   | 21  |
| 3.   | Sean Eadie         | -   | 12  | 6   | -   | -   | 18  |
| 4.   | Lukasz Kwiatkowski | -   | 5   | 10  | -   | -   | 15  |
| 5.   | Pavel Buráň        | -   | -   | 4   | -   | 10  | 14  |

| Pos. | Ciclista           | Mon | Syd | Mos | Cal | Kun | Pts |
| 1.   | Tomas Vaitkus      | -   | -   | 6   | 12  | -   | 18  |
| 2.   | Stefan Steinweg    | -   | 8   | -   | 10  | -   | 18  |
| 3.   | Mike Tillman       | 5   | -   | -   | -   | 10  | 15  |
| 4.   | Lyubomyr Polatayko | -   | -   | 7   | -   | 8   | 15  |
| 5.   | José Serpa         | 3   | 6   | -   | 5   | -   | 14  |

| Pos. | Equip      | Mon | Syd | Mos | Cal | Kun | Pts |
| 1.   | Regne Unit | -   | 12  | 12  | -   | -   | 24  |
| 2.   | França     | 12  | 10  | -   | -   | -   | 22  |
| 3.   | Japó       | 5   | -   | 7   | -   | 10  | 22  |
| 4.   | Grècia     | 4   | 8   | -   | -   | 8   | 20  |
| 5.   | Espanya    | 6   | -   | 1   | 12  | -   | 19  |

| Pos. | Equip     | Mon | Syd | Mos | Cal | Kun | Pts |
| 1.   | Alemanya  | -   | -   | 8   | -   | 12  | 20  |
| 2.   | Ucraïna   | -   | -   | 10  | -   | 10  | 20  |
| 3.   | Polònia   | -   | 7   | 3   | -   | 8   | 18  |
| 4.   | Colòmbia  | 6   | 5   | -   | 7   | -   | 18  |
| 5.   | Austràlia | -   | 10  | 7   | -   | -   | 17  |

| Pos. | Ciclista        | Mon | Syd | Mos | Cal | Kun | Pts |
| 1.   | James Carney    | 8   | 10  | -   | 10  | -   | 28  |
| 2.   | Franco Marvulli | 12  | -   | 1   | -   | 10  | 23  |
| 3.   | Ivan Vrba       | 3   | -   | 8   | -   | 12  | 23  |
| 4.   | Robert Slippens | 10  | 12  | -   | -   | -   | 22  |
| 5.   | Matthew Gilmore | -   | 6   | -   | 12  | -   | 18  |

| Pos. | Ciclista     | Mon | Syd | Mos | Cal | Kun | Pts |
| 1.   | Alemanya     | -   | 7   | 7   | 12  | 8   | 34  |
| 2.   | Suïssa       | 8   | -   | 10  | -   | 12  | 30  |
| 3.   | Àustria      | -   | -   | 12  | 10  | -   | 22  |
| 4.   | Estats Units | 4   | -   | -   | 8   | 10  | 22  |
| 5.   | Austràlia    | -   | 10  | 8   | -   | -   | 18  |

#### Puntuació
| Pos. | Ciclista          | Mon | Syd | Mos | Cal | Kun | Pts |
| 1.   | Colby Pearce      | -   | -   | -   | 12  | 10  | 22  |
| 2.   | Leonardo Duque    | 10  | -   | -   | 6   | -   | 16  |
| 3.   | Jukka Heinikainen | 2   | -   | 6   | -   | 6   | 14  |
| 4.   | Joan Llaneras     | 3   | -   | -   | 10  | -   | 13  |
| 5.   | Graeme Brown      | -   | -   | 12  | -   | -   | 12  |
| -    | Franco Marvulli   | -   | -   | -   | -   | 12  | 12  |
| -    | Mark Renshaw      | -   | 12  | -   | -   | -   | 12  |
| -    | Milton Wynants    | 12  | -   | -   | -   | -   | 12  |

### Femenins
| Pos. | Ciclista              | Mon | Syd | Mos | Cal | Kun | Pts |
| 1.   | Svetlana Grankovskaya | 8   | -   | 4   | 12  | -   | 24  |
| 2.   | Li Na                 | -   | -   | 3   | 6   | 12  | 21  |
| 3.   | Jennie Reed           | 4   | -   | 8   | -   | 8   | 20  |
| 4.   | Rosealee Hubbard      | -   | 12  | -   | -   | 4   | 16  |
| 5.   | Fang Tian             | -   | -   | 6   | -   | 10  | 16  |

| Pos. | Ciclista            | Mon | Syd | Mos | Cal | Kun | Pts |
| 1.   | Yonghua Jiang       | 5   | -   | 8   | -   | 12  | 25  |
| 2.   | Natalia Tsylinskaya | 12  | -   | 12  | -   | -   | 24  |
| 3.   | Yvonne Hijgenaar    | 1   | -   | 5   | 5   | 8   | 19  |
| 4.   | Tanya Lindenmuth    | 6   | 12  | -   | -   | -   | 18  |
| 5.   | Nancy Contreras     | 10  | 8   | -   | -   | -   | 18  |

| Pos. | Ciclista              | Mon | Syd | Mos | Cal | Kun | Pts |
| 1.   | Svetlana Grankovskaya | 10  | -   | 10  | 12  | -   | 32  |
| 2.   | Tammy Thomas          | 8   | 12  | -   | 10  | -   | 30  |
| 3.   | Natalia Tsylinskaya   | 12  | -   | 12  | -   | -   | 24  |
| 4.   | Tanya Lindenmuth      | 7   | 10  | -   | 5   | -   | 22  |
| 5.   | Lori-Ann Muenzer      | 5   | 8   | -   | 6   | -   | 19  |

| Pos. | Ciclista          | Mon | Syd | Mos | Cal | Kun | Pts |
| 1.   | Erin Mirabella    | 10  | 7   | -   | 8   | -   | 25  |
| 2.   | Rasa Mazeikyte    | -   | -   | 6   | 12  | -   | 18  |
| 3.   | María Luisa Calle | 6   | 5   | -   | 6   | -   | 17  |
| 4.   | Amy Safe          | -   | 6   | -   | -   | 10  | 16  |
| 5.   | Elena Tchalykh    | -   | -   | -   | 3   | 12  | 15  |

| Pos. | Ciclista       | Mon | Syd | Mos | Cal | Kun | Pts |
| 1.   | Belem Guerrero | 12  | -   | -   | 12  | -   | 24  |
| 2.   | Elena Tchalykh | -   | -   | -   | 6   | 12  | 18  |
| 3.   | Zheng Puxiang  | 8   | -   | -   | -   | 10  | 18  |
| 4.   | Yang Limei     | 10  | -   | -   | -   | 7   | 17  |
| 5.   | Erin Mirabella | 7   | 7   | -   | 3   | -   | 17  |

| Pos. | Ciclista           | Mon | Syd | Mos | Cal | Kun | Pts |
| 1.   | Erin Mirabella     | 12  | 4   | -   | 10  | -   | 26  |
| 2.   | Mandy Poitras      | 10  | -   | -   | 12  | -   | 22  |
| 3.   | Rochelle Gilmore   | -   | 7   | 10  | -   | -   | 17  |
| 4.   | Adrie Visser       | -   | -   | 4   | 5   | 8   | 17  |
| 5.   | Lyudmyla Vypyraylo | -   | -   | 6   | -   | 10  | 16  |